# Mesoplodon
Mesoplodon is een geslacht van spitssnuitdolfijnen en bevat zestien soorten en is daarmee het grootste geslacht binnen de infraorde van de walvissen.
De naam Mesoplodon komt van het Oudgrieks μέσος, mesos (in het midden/middelste), ὅπλον, hoplon (wapen) en ὀδούς, odous (tand).

## Soorten
Er worden 16 soorten in dit geslacht geplaatst:
- Mesoplodon bidens – Gewone spitssnuitdolfijn
- Mesoplodon bowdoini – Bowdoinspitssnuitdolfijn
- Mesoplodon carlhubbsi – Hubbspitssnuitdolfijn
- Mesoplodon densirostris – Spitssnuitdolfijn van de Blainville
- Mesoplodon eueu
- Mesoplodon europaeus – Spitssnuitdolfijn van Gervais
- Mesoplodon ginkgodens – Japanse spitssnuitdolfijn
- Mesoplodon grayi – Spitssnuitdolfijn van Gray
- Mesoplodon hectori – Hectorspitssnuitdolfijn
- Mesoplodon hotaula
- Mesoplodon layardii – Layardspitssnuitdolfijn
- Mesoplodon mirus – Spitssnuitdolfijn van True
- Mesoplodon perrini
- Mesoplodon peruvianus – Humboldtspitssnuitdolfijn
- Mesoplodon stejnegeri – Stejnegers spitssnuitdolfijn
- Mesoplodon traversii – Spadetandspitssnuitdolfijn